# Gnash (musiker)
Garrett Charles Nash, mer känd under sitt artistnamn Gnash, född 16 juni 1993 i Los Angeles, Kalifornien, är en amerikansk rappare, sångare, låtskrivare, DJ och skivproducent. Han släppte sin debut-EP U i mars 2015 på Soundcloud, vilket senare följdes upp av EP:n Me i december samma år. Den tredje EP:n vid namn Us släpptes i mars 2017 och innehåller bland annat låten "I Hate U, I Love U" där även singer-songwritern Olivia O'Brien medverkar. Låten har hamnat på tiondeplatsen på Billboard Hot 100 och på en förstaplats i Australien.
Gnashs debutalbum We was släpptes i januari 2019. På albumet återfinns även låten "I Hate U, I Love U".